# Quand les méchants sont des stars chez Disney
 (novembre 2023).
Quand les méchants sont des stars chez Disney (en anglais : Disney's Greatest Villains) a été diffusé  dans le cadre de l'émission The Wonderful World of Disney le 15 mai 1977 sur NBC. Réactualisation de l'émission de 1956 Our Unsung Villains (en), cette nouvelle version servait surtout à mettre en valeur Medusa, la nouvelle méchante du film Les Aventures de Bernard et Bianca qui venait de sortir.
L'émission était présentée par Hans Conried, qui reprenait son rôle du « Miroir magique » de Blanche-Neige et les Sept Nains et d'autres émissions spéciales de Disney. Le Miroir magique y expliquait l'importance des méchants dans les films. 
Plus tard, le même programme fut présenté par les deux méchants du Livre de la jungle, le tigre Shere Khan, et Kaa le serpent. Ensemble, ils tenteront de répondre à l'éternelle question, « Miroir que je tiens dans ma royale main, qui est le plus méchant de tous les vilains ? ». Shere Khan répond : « Ils sont tous méchants les vilains de Disney. ». En 1983, certains extraits du programme seront utilisés dans l'émission de 90 minutes A Disney Halloween (en). En France, l'émission est sortie directement en VHS dans les années 1980.

## Lien
- (en) Quand les méchants sont des stars chez Disney sur l’Internet Movie Database